# Голая (вулкан)
Голая — небольшой вулкан, расположенный в южной части полуострова Камчатка, южнее вулкана Асача. Вытянут с севера на юг. Взаимосвязан со шлаковыми конусами и щитовыми вулканами расположенными в верховьях реки Асача. Сложен базальтами. Сформирован в плейстоцене — голоцене. Последняя активность вулкана точно не известна.